# Limes Arabicus
Limes Arabicus – rzymski mur obronny w obecnej Jordanii, zbudowany na polecenie cesarza Trajana. Były to zbudowane na pustyni w prowincji Arabia Petraea fortyfikacje o długości 1500 km, ciągnących się od północnej Syrii do południowej Palestyny.